# (8449) Maslovets
(8449) Maslovets (1977 EO1) – planetoida z pasa głównego asteroid okrążająca Słońce w ciągu 5,31 lat w średniej odległości 3,04 au. Odkryta 13 marca 1977 roku.